# Hitzhusen
Hitzhusen település Németországban, Schleswig-Holstein tartományban. Lakosainak száma 1233 fő (2023. december 31.).

## Népesség
A település népességének változása:
| Lakosok száma | 885  | 1245 | 1272 | 1247 | 1250 | 1233 |
|               | 1975 | 2017 | 2019 | 2021 | 2022 | 2023 |